# Anima Christi
Anima Christi (А́нима Кри́сти, с лат. — «Душа Христова») — католическая молитва. Представляет собой 13-строчное стихотворение (с 14-й завершающей строкой «аминь»), написанное тоническим стихом с преобладанием 4-ударных строк со сквозной рифмой. Бо́льшая часть строк представляет собой короткие прошения, обращённые к Иисусу Христу.

## Авторство
Автор молитвы неизвестен. Авторство приписывалось различным католическим религиозным деятелям: святому Игнатию Лойоле, папе Иоанну XXII, блаженному Бернардину Фельтрскому. В течение длительного времени текст молитвы публиковался с подзаголовком Aspirationes S. Ignatii ad Sanctissimum Redemptorem (с лат. — «Воздыхания святого Игнатия ко Пресвятому Искупителю»). Однако, британский исследователь Джеймс Мирнс (James Mearns) обнаружил текст молитвы в фондах Британского музея, датированных примерно 1370 годом, а в библиотеке Авиньона содержится молитвенник кардинала Петра Люксембургского, умершего в 1387 году, в котором содержится текст молитвы Anima Christi, то есть текст старше любого из приведённых выше предполагаемых авторов. Вместе с тем, обнаружен немецкий текст этой молитвы, относящийся к началу XIV века, так что, возможно, оригинал был написан на немецком языке, а латинский текст — перевод с него.

## Использование
Anima Christi используется преимущественно в качестве индивидуальной молитвы при почитании Святых даров. В Римском миссале 1969 года молитва добавлена в число рекомендуемых священнику благодарственных молитв для чтения после совершение мессы. Некоторые общины читают или поют молитву после или во время причащения.

## Распространение
Помимо Католической, молитва получила определённое распространение в Лютеранской (стихотворный перевод молитвы на немецкий язык был выполнен Ангелусом Силезиусом в середине XVII века) и в Православной (перевод Димитрия Ростовского конца XVII века) церквях. Текст молитвы был несколько раз положен на музыку, латинские мотеты были написаны Джузеппе Валентини и Жан-Батистом Люлли, а немецкий — Генрихом Шютцем.

## Текст молитвы
| Латинский текст | Русский перевод |
| --- | --- |
| Anima Christi, sanctifica me. Corpus Christi, salva me. Sanguis Christi, inebria me. Aqua lateris Christi, lava me. Passio Christi, conforta me. O bone Jesu, exaudi me. Intra vulnera tua absconde me. Ne permittas me separari a Te. Ab hoste maligno defende me. In hora mortis meae voca me, Et jube me venire ad Te, Ut cum Sanctis tuis laudem Te In saecula saeculorum. Amen. | Душа Христова, освяти меня. Тело Христово, спаси меня. Кровь Христова, упои меня. Вода с ребра Христова, омой меня. Страсть Христова, укрепи меня. О, добрый Иисус, прислушайся ко мне. В Своих ранах спрячь меня. Не позволь мне отделиться от Тебя. От Сатаны, врага лукавого, защити меня. В час смерти моей призови меня, и прикажи мне явиться к Тебе. Да будь Ты восхваляем со Своими святыми во веки веков. Аминь. |